# Centrale nucleare di Brokdorf
La centrale nucleare di Brokdorf (in tedesco Kernkraftwerk Brokdorf (KBR)) è una centrale nucleare della Germania situata presso la località di Brokdorf nello Schleswig-Holstein. La centrale è composta da un reattore PWR per complessivi 1410MW di potenza.